# Saint-Jacut-de-la-Mer
Saint-Jacut-de-la-Mer is een gemeente in het Franse departement Côtes-d'Armor (regio Bretagne) en telt 871 inwoners (1999). De plaats maakt deel uit van het arrondissement Dinan.

## Geografie
De oppervlakte van Saint-Jacut-de-la-Mer bedraagt 2,9 km², de bevolkingsdichtheid is 300,3 inwoners per km².
De onderstaande kaart toont de ligging van Saint-Jacut-de-la-Mer met de belangrijkste infrastructuur en aangrenzende gemeenten.

## Demografie
Onderstaande figuur toont het verloop van het inwonertal (bron: INSEE-tellingen).

1. ↑  Populations de référence 2022.